# Friedrichskirche (Karlskrona)

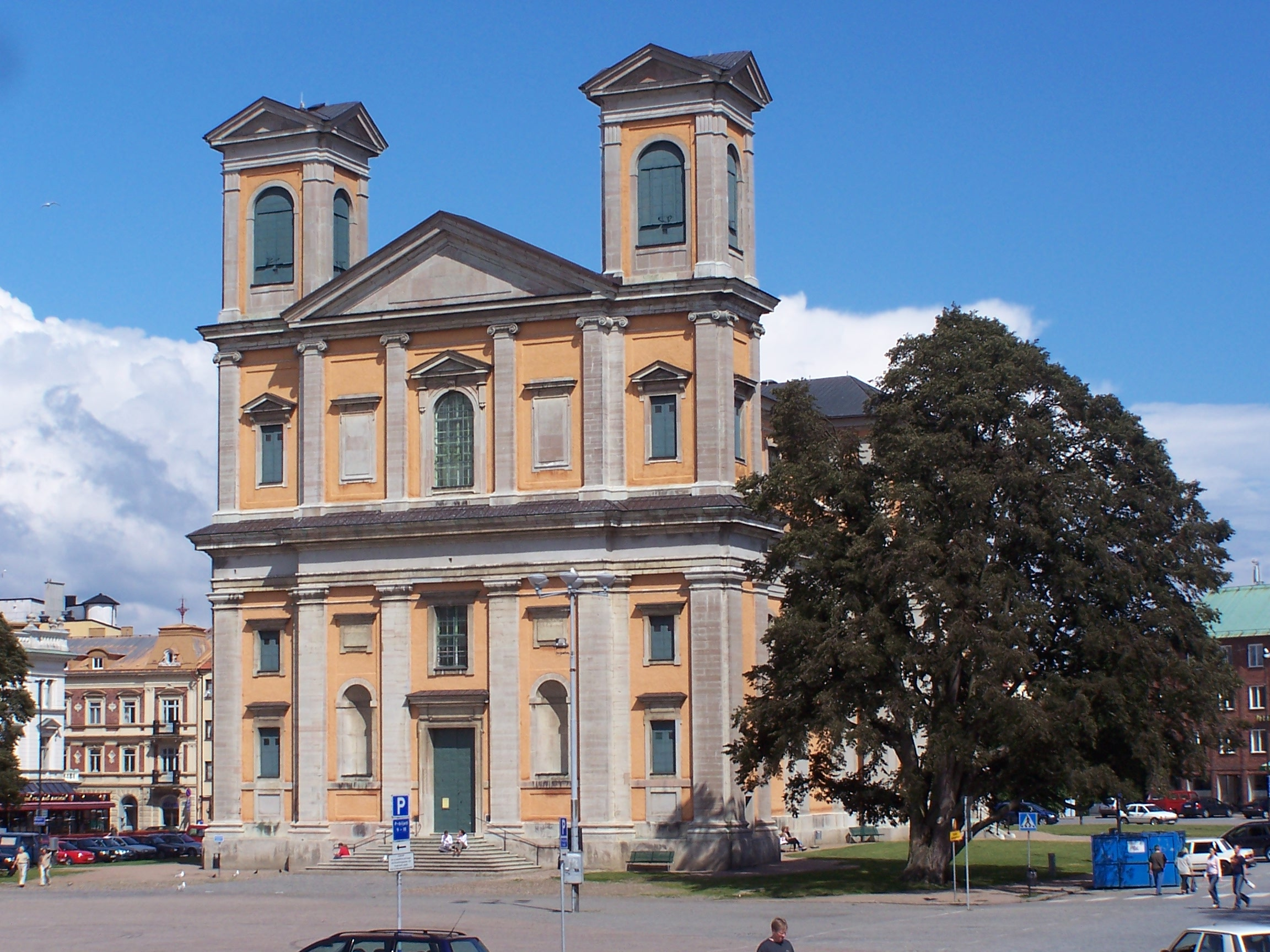
Frontansicht der Friedrichskirche

Die Friedrichskirche (schwedisch: Fredrikskyrkan) ist ein Kirchengebäude in der schwedischen Stadt Karlskrona. Sie zählt mit anderen ausgewählten Gebäuden der Stadt und dem Marinehafen zum Welterbe der UNESCO.

## Das Gebäude
Mit dem Bau der Kirche, die auf dem zentralen Platz (Stortorget) von Karlskrona steht, wurde am 9. September 1720 begonnen. Den Grundstein legte der damalige Leiter der Provinzregierung von Blekinge, Salomon von Otter (* 1647, † 1732). Am 25. August des folgenden Jahres waren die Grundmauern fertig, doch es dauerte noch bis 1744, bis die Kirche eingeweiht werden konnte. Bei der Eröffnung war Kronprinz Adolf Friedrich anwesend, doch ihren Namen erhielt die Kirche nach Friedrich I. Die Kirchtürme, welche anfänglich Spitzdächer erhalten sollten, waren nicht vor 1758 fertiggestellt. Die Friedrichskirche ist ein typischer Barockbau, der vom Architekten Nicodemus Tessin d. J. entworfen wurde. Sie ersetzte die provisorische Holzkirche der Stadt, die nach Königin Hedwig Eleonora von Schleswig-Holstein-Gottorf benannt war. 1790 wurde die Kirche bei einem Brand beschädigt, der jedoch weniger verheerend war als bei der benachbarten Dreifaltigkeitskirche. In den Jahren 1805 und 1806 wurde die Kirche durch den Architekten Olof Tempelman restauriert.

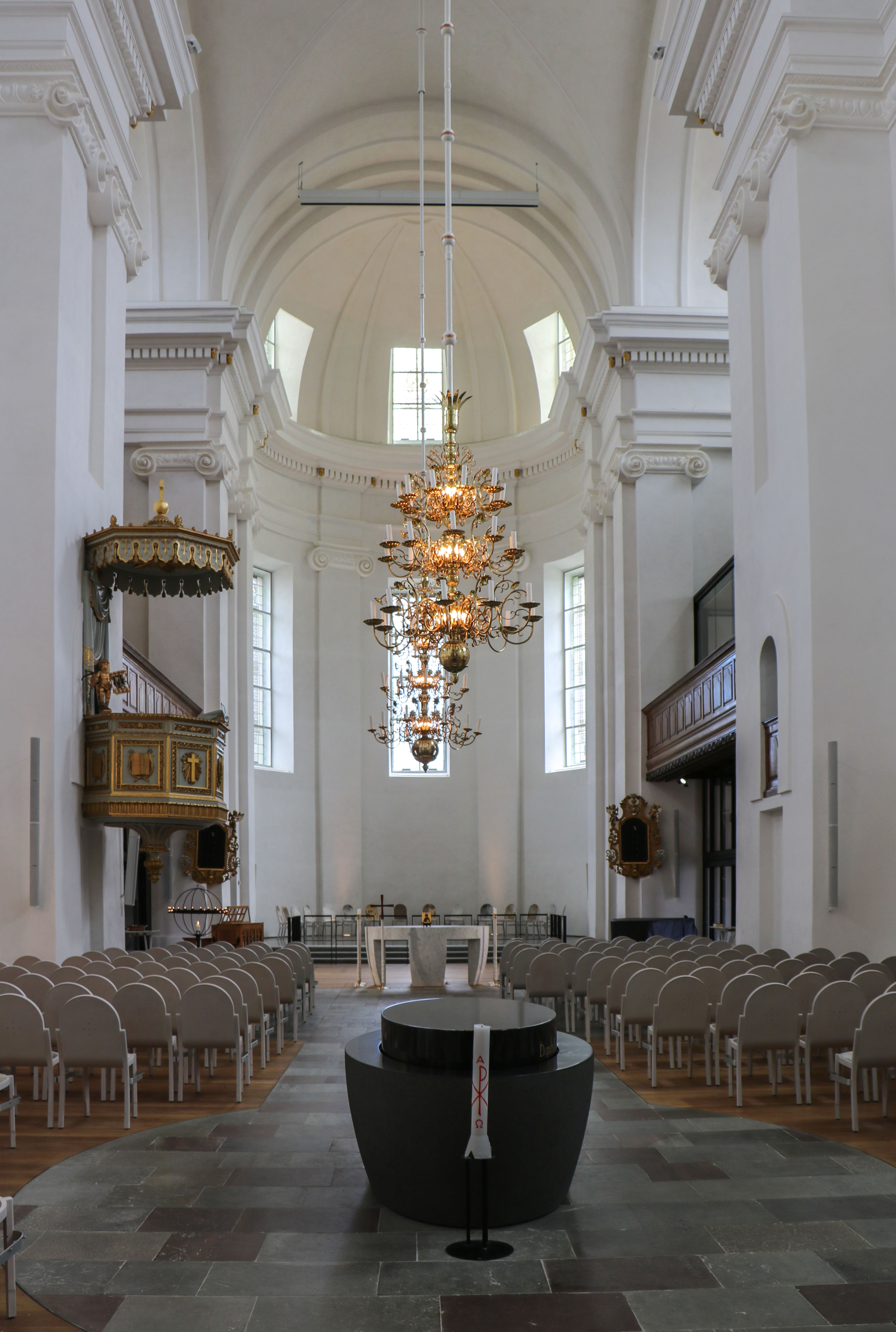
Die neue Innenausstattung nach der Renovierung 2015–2018

Weitere Restaurierungen erfolgten 1913–1915 und 1967–1968 (inwendig) sowie 1997–1998 (Fassade). In den Jahren 2015–2018 wurde unter der Leitung des dänischen Architekten Ole Drachmann eine umfangreiche Umgestaltung im Inneren durchgeführt, um eine multifunktionale Kirche zu schaffen. Es handelt sich um eine der umfangreichsten Renovierungen einer schwedischen Kirche überhaupt. Die ehemals festen Bänke wurden durch bewegliche Stühle, gestaltet von Åke Axelsson, auf einem neuverlegten Eichenboden ersetzt. In der Mitte des Kirchenraums steht ein elliptisch geformtes schwarzes Taufbecken aus Diabas mit fließendem Wasser und Überlaufeffekt. Ein neuer freistehender Zentralaltar aus weißem Carrara-Marmor wurde näher an der Pfarrei platziert. Platzierung, Form und Farbauswahl sollen die Bedeutung der Sakramente akzentuieren und einen „heiligen Pfad“, eine via sacra zwischen Taufe und Abendmahl schaffen. 2018 wurde die Kirche wieder eröffnet.

## Ausstattung

### Taufbecken, Altar, Kanzel, Glockenspiel
Das Taufbecken ist aus Holz geschnitzt und wurde der Kirchengemeinde vom Schiffbauer Gilbert Sheldon (1710–1794) zur Kircheneinweihung geschenkt. Bei der letzten Umgestaltung wurde ein neuer Taufbrunnen von Pål Svensson aufgestellt. Die klassizistische Kanzel wurde 1854 nach Plänen des Architekten Johan Adolf Hawerman (1812–1885) gebaut. Der bis zur letzten Umgestaltung benutzte Altaraufsatz ist bedeutend jünger, er entstand 1915 als Neobarockaltar mit Skulpturen von J. A. Wetterlund. Der Altar war von einer Kommunionbank umgeben. Für lutherische Kirchen ungewöhnlich, besaß er einen Tabernakel. Bei der letzten Umgestaltung wurde dieser Altar entfernt und durch einen beweglichen Marmoraltar in schlichter Tischgestalt ersetzt.
Im südlichen Turm befindet sich seit 1967 ein Glockenspiel mit 35 Glocken, die in Sigtuna gegossen wurden. Das Glockenspiel wird drei Mal täglich gespielt und war ein Geschenk des Advokaten Povel Grönvall. Das Kirchensilber wird in einem massiven Wertschrank aufbewahrt, der unter der linken Tribüne im vorderen Teil der Kirche steht.

### Orgeln

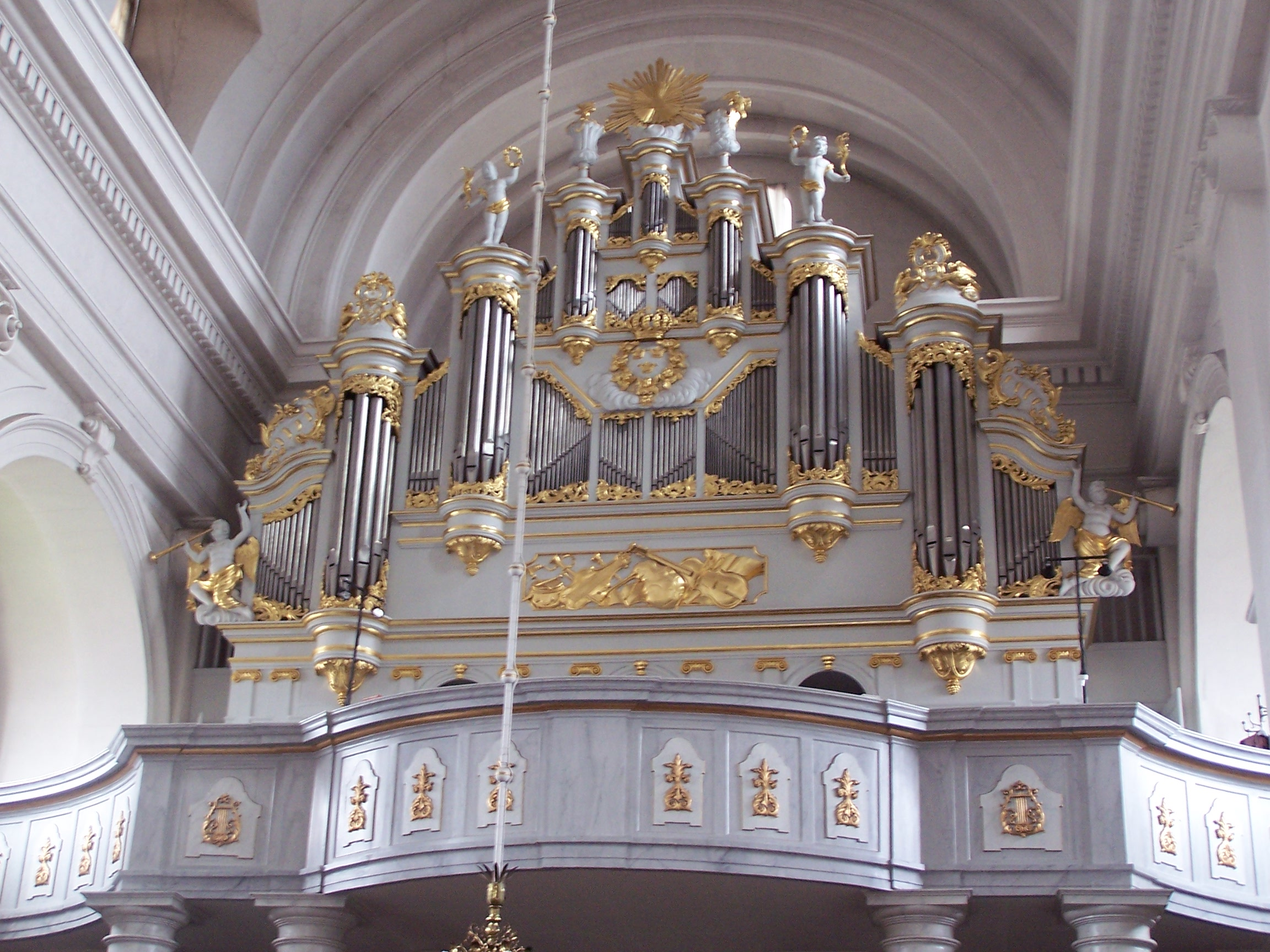
Die Orgel von Lars Wahlberg

Die erste Orgel wurde aus der provisorischen Holzkirche übernommen. Der Orgelbauer Lars Wahlberg erhielt später den Auftrag eine Orgel mit 29 Stimmen, 2 Manualen und Pedal zu fertigen. Als die Orgel 1764 fertig war, hatte sich die Anzahl auf 34 Stimmen erhöht, die mit 6 großen Bälgen betrieben wurden.
| I Hauptwerk C–c3 |                |     |
| 1.               | Qvintadena B/D | 16′ |
| 2.               | Principal      | 8′  |
| 3.               | Gedacht        | 8′  |
| 4.               | Octava         | 4′  |
| 5.               | Kortfleut      | 4′  |
| 6.               | Salicenal      | 4′  |
| 7.               | Superoctava    | 2′  |
| 8.               | Mixtur IV      |     |
| 9.               | Rausqvint II   |     |
| 10.              | Trompette B/D  | 8′  |
| 11.              | Vox Virginea D | 8′  |
| 12.              | Trompette B    | 4′  |

| II Oberwerk C–c3 |              |    |
| 13.              | Enggedacht   | 8′ |
| 14.              | Qvintadena   | 8′ |
| 15.              | Principal    | 4′ |
| 16.              | Rörfleut     | 4′ |
| 17.              | Qvinta       | 3′ |
| 18.              | Octava       | 2′ |
| 19.              | Gemshorn     | 2′ |
| 20.              | Scharff III  |    |
| 21.              | Fagott B     | 8′ |
| 22.              | Vox Humana D | 8′ |
|                  | Trimulant    |    |

| Pedalwerk C–d1 |             |     |
| 23.            | Subbass     | 16′ |
| 24.            | Principal   | 8′  |
| 25.            | Violoncell  | 8′  |
| 26.            | Octava      | 4′  |
| 27.            | Qvinta      | 3′  |
| 28.            | Superoctava | 2′  |
| 29.            | Scharff II  |     |
| 30.            | Bassun      | 16′ |
| 31.            | Trompette   | 8′  |
| 32.            | Trompette   | 4′  |
| 33.            | Corno       | 2′  |

- Koppeln: II/I

Wahlbergs Orgel ersetzte man 1905 durch eine Orgel im romantischen Stil, doch nach der zwischen 1982 und 1987 erfolgten Rekonstruktion kam Wahlbergs Orgel wieder zum Einsatz.
Im Jahre 1988 spielte der Organist Hans Fagius auf der Wahlberg-Orgel Werke von J.S. Bach ein. Die Aufnahmen sind auf CD erschienen.

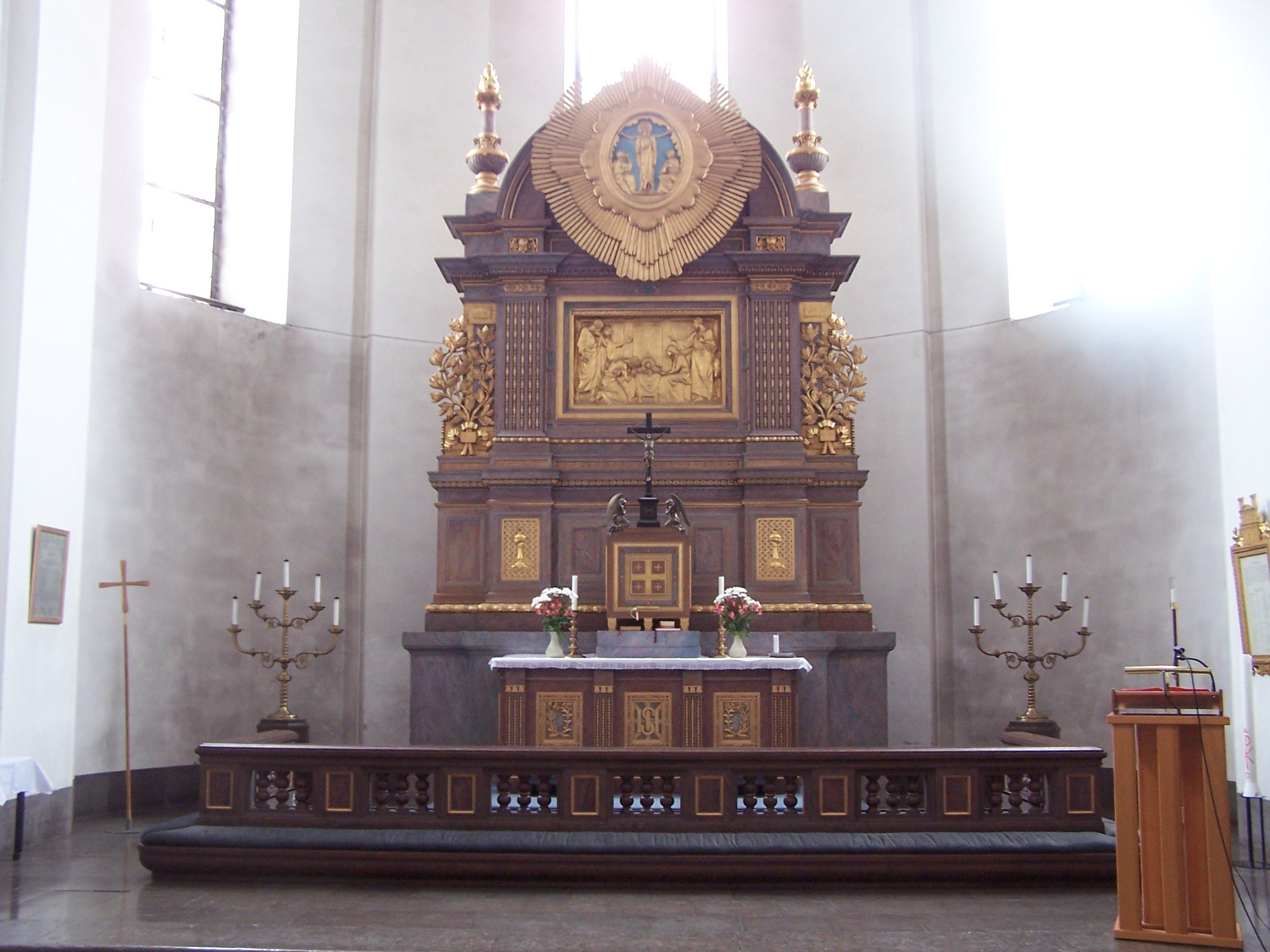
Der frühere Altar
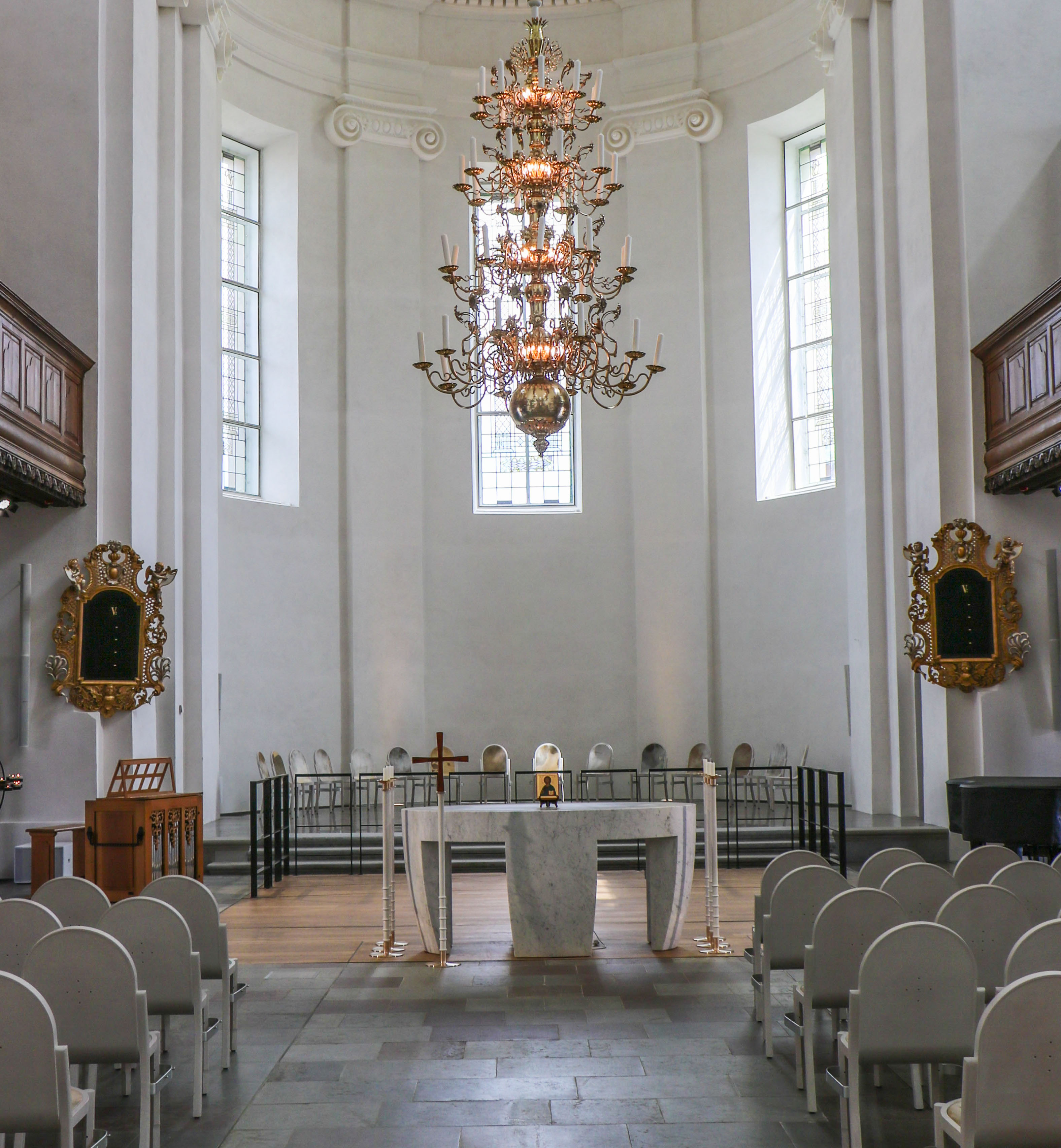
Der heutige Altar
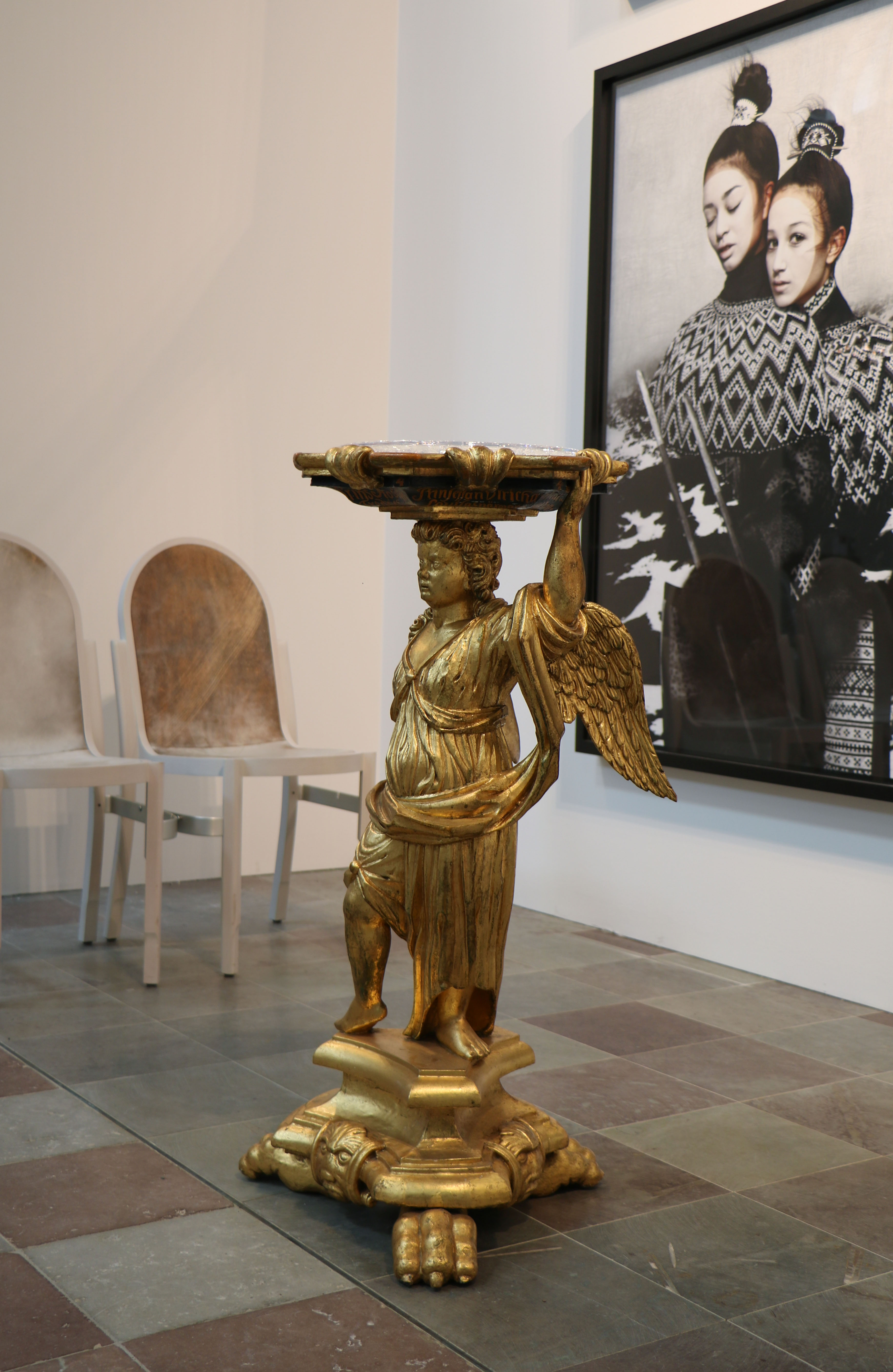
Altes Taufbecken
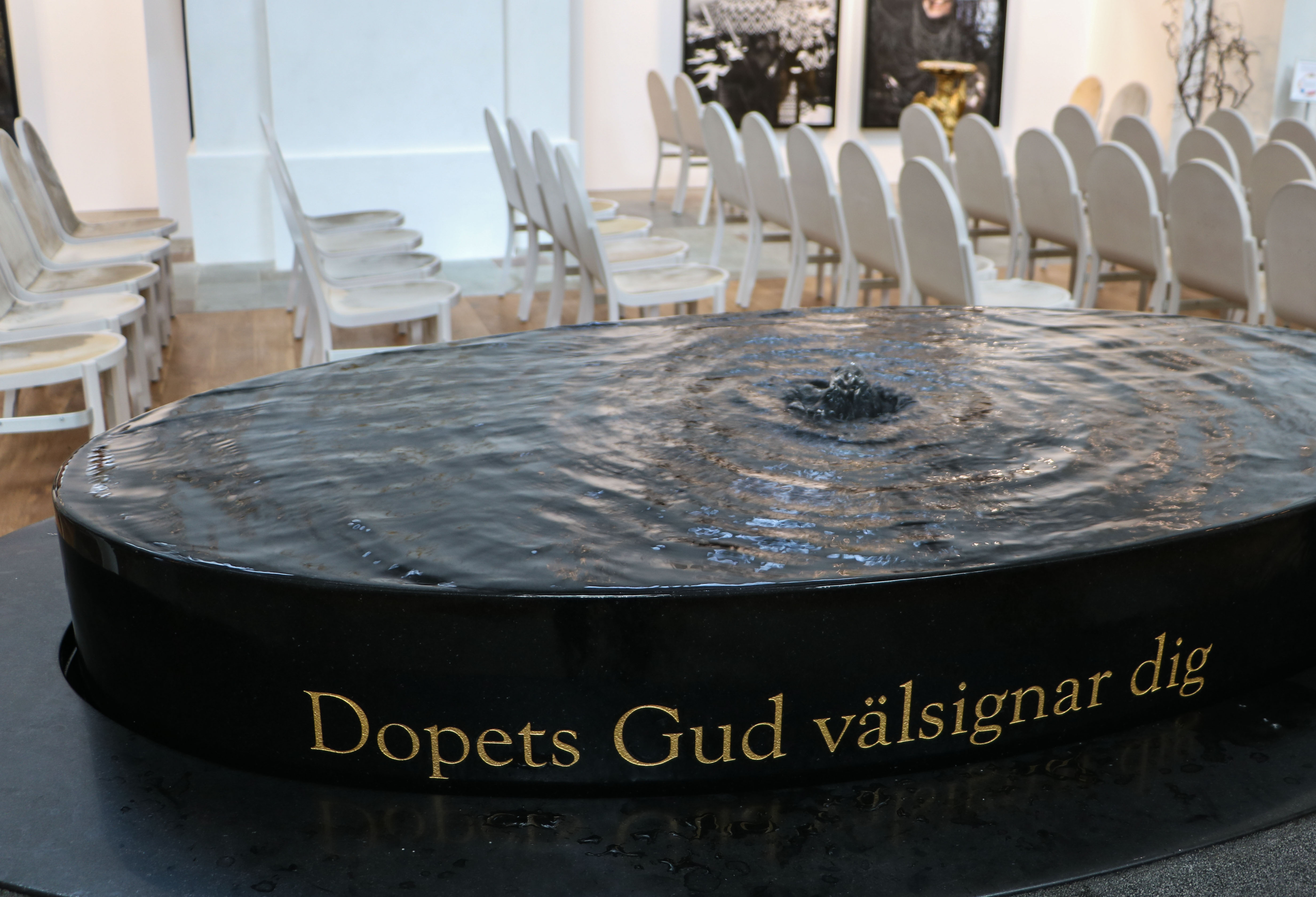
Taufbrunnen
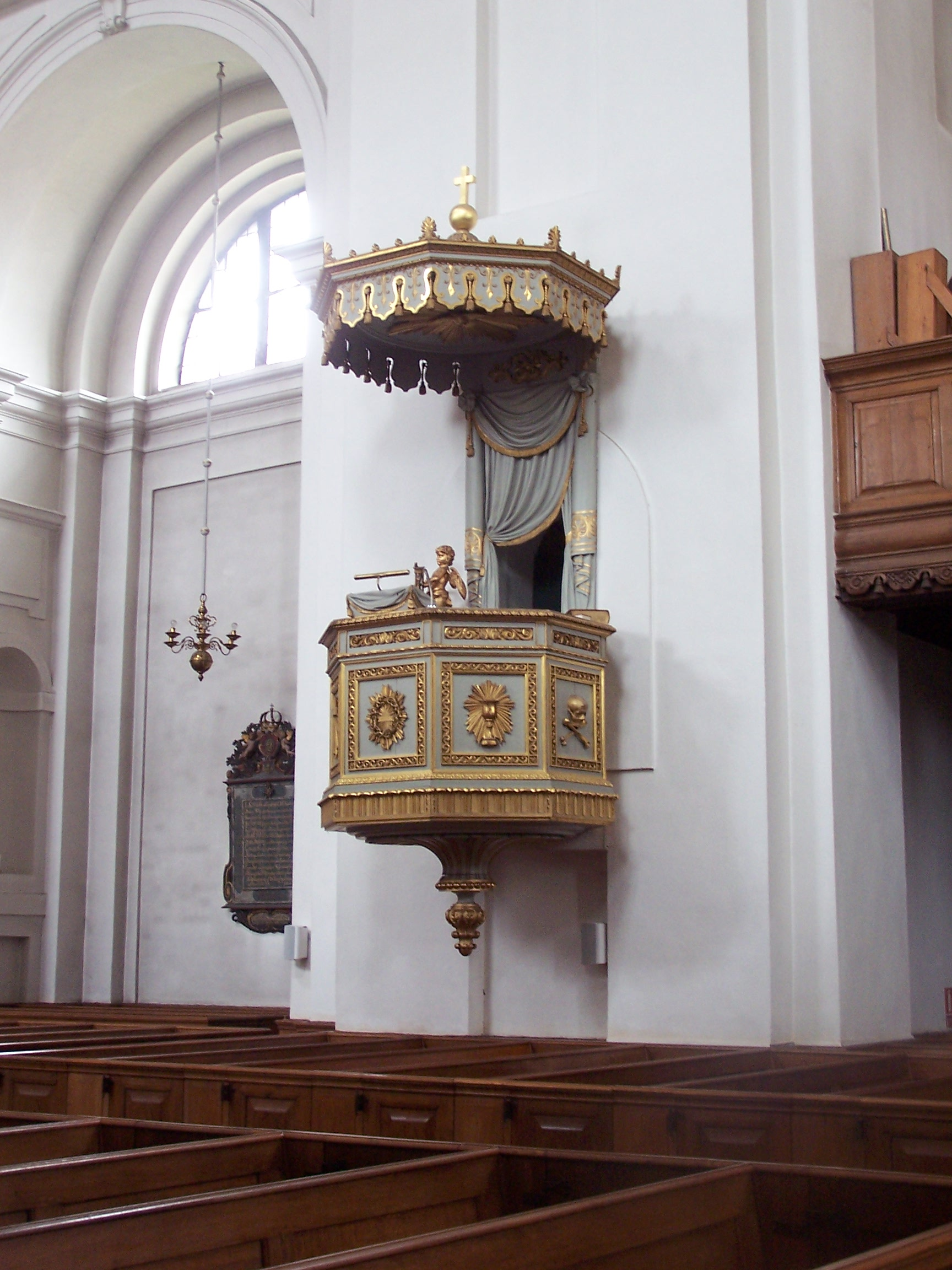
Die Kanzel